# Erythrolamprus frenatus
Espèce
Synonymes
- Rhadinaea frenata Werner, 1909
- Liophis frenatus (Werner, 1909)
- Rhadinaea brazili Amaral, 1923

Erythrolamprus frenatus  est une espèce de serpents de la famille des Dipsadidae.

## Répartition
Cette espèce se rencontre :
- au Brésil dans les États du Mato Grosso do Sul, du Paraná, du Goiás, de São Paulo et dans le sud du Minas Gerais ;
- au Paraguay ;
- en Argentine dans les provinces de Misiones et de Corrientes.

## Description
L'holotype d'Erythrolamprus frenatus, un mâle, mesure 430 mm dont 70 mm pour la queue.

## Publication originale
- Werner, 1909 : Über neue oder seltene Reptilien des Naturhistorischen Museums in Hamburg. Jahrbuch der hamburgischen Wissenschaftlichen Anstalten, vol. 26, p. 205-247 (texte intégral).